# Wielen
Wielen község Németországban, Alsó-Szászországban, Bentheim-Grafschaft járásban. Lakosainak száma 493 fő (2023. december 31.).

## Földrajza
Wielen Twenterand, Hardenberg és Wilsum községekkel határos.